# Kuala Kangsar (district)
Kuala Kangsar is een district in de Maleisische deelstaat Perak.
Het district telt 160.000 inwoners op een oppervlakte van 2500 km².